# Дечина
Дечина (словен. Dečina) — поселення в общині Чрномель, Південно-Східна Словенія, Словенія. Висота над рівнем моря: 212,6 м.